# Campeonato Europeo de Patinaje de Velocidad sobre Hielo de 2010
El CIV Campeonato Europeo de Patinaje de Velocidad sobre Hielo se celebró en Hamar (Noruega) del 9 al 10 de enero de 2010 bajo la organización de la Unión Internacional de Patinaje sobre Hielo (ISU) y la Federación Noruega de Patinaje sobre Hielo.
Las competiciones se realizaron en el Pabellón Olímpico de la ciudad noruega.

## Resultados

### Masculino
| Evento                      | Oro                                       | Plata                                 | Bronce                              |
| --------------------------- | ----------------------------------------- | ------------------------------------- | ----------------------------------- |
| 500 m (09.01)               | Konrad Niedźwiedzki · Polonia · 36,07 s   | Matteo Anesi · Italia · 36,52 s       | Daniel Friberg · Suecia · 36,56 s   |
| 1500 m (10.01)              | Enrico Fabris · Italia · 1:46,37          | Sven Kramer · Países Bajos · 1:47,05  | Ivan Skobrev · Rusia · 1:47,82      |
| 5000 m (09.01)              | Sven Kramer · Países Bajos · 6:19,78      | Enrico Fabris · Italia · 6:22,44      | Alexis Contin Francia 6:25,70       |
| 10 000 m (10.01)            | Sven Kramer · Países Bajos · 13:19,32     | Alexis Contin Francia 13:25,77        | Enrico Fabris · Italia · 13:28,72   |
| Clasificación total (10.01) | Sven Kramer · Países Bajos · 371,666 pts. | Enrico Fabris · Italia · 372,640 pts. | Ivan Skobrev · Rusia · 376,052 pts. |

### Femenino
| Evento                      | Oro                                                | Plata                                    | Bronce                                        |
| --------------------------- | -------------------------------------------------- | ---------------------------------------- | --------------------------------------------- |
| 500 m (09.01)               | Karolína Erbanová · República Checa · 39,54 s      | Yekaterina Shijova · Rusia · 39,56 s     | Hege Bøkko · Noruega · 39,76 s                |
| 1500 m (10.01)              | Ireen Wüst · Países Bajos · 1:59,08                | Daniela Anschütz · Alemania · 1:59,57    | Martina Sáblíková · República Checa · 1:59,75 |
| 3000 m (09.01)              | Martina Sáblíková · República Checa · 4:03,09      | Ireen Wüst · Países Bajos · 4:08,40      | Stephanie Beckert · Alemania · 4:08,76        |
| 5000 m (10.01)              | Martina Sáblíková · República Checa · 6:59,44      | Stephanie Beckert · Alemania · 7:04,55   | Daniela Anschütz · Alemania · 7:12,02         |
| Clasificación total (10.01) | Martina Sáblíková · República Checa · 405,121 pts. | Ireen Wüst · Países Bajos · 406,007 pts. | Daniela Anschütz · Alemania · 410,509 pts.    |

## Medallero
- Solo se otorgan medallas en la clasificación general.

| Núm. | País            | Oro | Plata | Bronce | Total |
| ---- | --------------- | --- | ----- | ------ | ----- |
| 1    | Países Bajos    | 1   | 1     | 0      | 2     |
| 2    | República Checa | 1   | 0     | 0      | 1     |
| 3    | Italia          | 0   | 1     | 0      | 1     |
| 4    | Alemania        | 0   | 0     | 1      | 1     |
| 4    | Rusia           | 0   | 0     | 1      | 1     |
|      | TOTAL           | 2   | 2     | 2      | 6     |